# فورت‌گرین (بروکلین)
فورت‌گرین (به انگلیسی: Fort Greene) یک منطقهٔ مسکونی در ایالات متحده آمریکا است که در بروکلین واقع شده‌است. این محله از شمال به خیابان فلاشینگ و حیاط نیروی دریایی بروکلین، از غرب به خیابان فلت‌بوش و داون‌تاون بروکلین، از جنوب به خیابان آتلانتیک و پرسپکت هایتس و از شرق به خیابان واندربیلت و کلینتون هیل محدود می‌شود. منطقه تاریخی فورت گرین در فهرست ثبت ایالت نیویورک و فهرست ملی مکان‌های تاریخی ثبت شده‌است و یک منطقه تاریخی تعیین شده در شهر نیویورک می‌باشد. فورت‌گرین ۲۸٬۳۳۵ نفر جمعیت دارد.